# Курбанова, Султанат Муртузалиевна
Султанат Муртузалиевна Курбанова (1934, Урахи, Дагестанская АССР, РСФСР, СССР — 1996, Сергокала, Сергокалинский район, Дагестан,  Россия) — советская и российская певица. Заслуженная артистка РСФСР (1981), Народная артистка Дагестанской АССР (1981).

## Биография
Султанат Муртузалиевна Курбанова — родилась в 1934 году в селении Урахи Дагестанской АССР.
Свою трудовую деятельность начала в 1951 году работая массовиком и художественным руководителем домов культуры Сергокалинского и Акушинского районов.
С 1959 по 1960 годы работала солисткой Государственного ансамбля «Песни и танца Дагестана».
В 1958 году Султанат Курбанова переехала в Махачкалу и её направили работать артисткой хора в Комитет по телевидению и радиовещанию Дагестанской АССР.
Там работали самые популярные артисты республики: Магомед Улакаев, Патимат Нуцалова, Бурлият Ибрагимова, Асият Кумратова, Тарлан Мамедов, Бурлият Эльмурзаева, Магомед-Запир Багаутдинов и многие другие.
С 1962 года голос Султанат звучит по всему Дагестану, а в 1962 году она тяжело заболела, и ей ампутировали одну ногу. Это было очень тяжелое время. Научившись ходить на протезе, Султанат приняла решение вернуться на сцену. Однако личного мужества было мало, её вопрос о возвращении на работу в радиокомитет решился не сразу, а только летом 64-го года.
Жизнь потихоньку вошла в свое русло: она снова была со своими слушателями. В репертуаре Султанат Курбановой были не только даргинские песни, она пела на всех языках республики.
Она награждена Почетной грамотой Верховного Совета и Гостелерадио ДАССР, звание заслуженной артистки Дагестанской АССР — в 1966 году, народной артистки Дагестанской АССР — в 1981-м, заслуженной артистки РСФСР — в 1981-м.
Имя Султанат Курбановой вписано в историю становления дагестанской профессиональной музыки. Сегодня на стене дома, где жила певица, висит мемориальная доска.
В архиве Дома радио хранятся более чем 160 записей её прекрасных песен.
Султанат Курбанова скончалась в 1996 году и была похоронена в селении Сергокала Республики Дагестан.

## Звания, грамоты
- Заслуженный артист РСФСР (17 февраля 1981 года).
- Народный артист Дагестанской АССР (1981 год).
- Заслуженный артист Дагестанской АССР (1966 год).
- Почётная грамота Президиума Верховного Совета Дагестанской АССР

## Ордена и медали
- Орден Трудового Красного Знамени.
- Орден «Знак Почёта».
- Орден «Знак Почёта».
- Медаль «Ветеран труда».
- Медаль «За трудовое отличие».